# Обсерваторія Львівської політехніки
 Обсерваторія Львівської політехніки ,  Обсерваторія Львівського політехнічного інституту  або  Астрономічна обсерваторія Національного університету «Львівська політехніка»  — українська астрономічна обсерваторія, розташована в місті Львові на висоті 340 метрів над рівнем моря. Діяла з 1877 не менше 35 років. В цей час наступницею традицій та історії обсерваторії можна вважати кафедру вищої геодезії та астрономії Національного університету «Львівська політехніка». Під час її активної роботи була Австро-Угорсько. та офіційно називалася по нім. Observatorium der kk Technischen Hochschule in Lemberg і по пол. Obserwatorium Ck Szkoły Politechnicznej we Lwowie .

## Керівники обсерваторії (керівники кафедри)[2]
- 1877–1889 рр. — Домінік Зброжек (1832 - 1889) — засновник обсерваторії і перший її керівник
- 1894–1909 рр. —  Ласка Вацлав (1862 - 1943) — другий керівник обсерваторії
- 1909–1941 рр. — Грабовський Люція (1871 - 1941)
- 1941–1945 рр. — Різнер Юзеф (1885 - 1955)
- 1945–1949 рр. — Кобилін Олександр Іванович (1902 - 1974)
- 1949–1973 рр. — Мигаль Микола Костянтинович (1905 - 1979)
- 1968–1974 рр. — Буткевич Адольф Веніамінович[ru] (1914–1983)
- 1974–1985 рр. — Коваленко Володимир Опанасович (1924 - 1995)
- 1985 — по сьогодні — Заблоцький Федір Дмитрович (1946 р.н.)

## Створення обсерваторії
Кафедра вищої геодезії та астрономії (до 1894 року: Кафедра геодезії і сферичної астрономії) Національного університету «Львівська політехніка» (на той момент "Технічної академії у Львові «, а з 1877 р. -» Політехнічна школа ") є найстарішою геодезичною кафедрою в Україні. Вона була заснована 18 червня 1871 наказом Міністерства освіти Австро-Угорщини. Її першим завідувачем був призначений доцент Чеського вищого технічного училища в Празі Домінік Зброжек, якому згодом було присвоєно звання професора. Коли 12 березня 1873 року було прийнято «височайше» рішення про будівництво нового корпусу академії, то там, за ініціативою Зброжека, було передбачено і будівництво астрономічної обсерваторії. Для неї в 1874 -1877 роках було побудовано два бетонних стовпа висотою 30 метрів кожен, ізольовані від інших частин будівлі. Один стовп був призначений для екваторіального кола, другий — для рефрактора з параллактичним монтуванням. У зв'язку з фінансовими труднощами придбали лише астрономічний універсальний інструмент фірми "Т. Ertel & Sohn "(Мюнхен, Баварія), маятниковий годинник Шорт (2 штуки), кілька хронометрів, хронограф і кілька менших приладів. Деякі з цих приладів залишилися до цього дня на кафедрах геодезії, вищої геодезії та астрономії, а також і в музеї Національного університету «Львівська політехніка». 15 листопада 1877 року відбулося відкриття нового головного корпусу Політехнічної Школи, побудованого за проектом професора Юліана Захарієвича (1837 - 1898). В кінці 1877 року була відкрита нова астрономічна обсерваторія, яка є другою в історії Львова (першою була обсерваторія Львівського Національного Університету), а з 1878 року ще й метеорологічна станція. В 1882 та 1883 роках Міністерство культури і освіти виділило ще 1700 злотих для придбання нових приладів для обсерваторії. Велику допомогу в придбанні приладів надала кафедрі і Міжнародна федерація геодезистів (International Federation of Surveyors), заснована в 1878 році. Про проблеми говорилося і на зустрічі Колегії професорів з імператором Австро-Угорщини Францем Йосифом, який 13 вересня 1880 року оглянув новий корпус. На базі обсерваторії проводилися астрометричні вимірювання об'єктів Сонячної системи, спектральні дослідження в області астрономії, але основним напрямком була геодезія та її зв'язок із спостережною астрономією. В 1894 році відбувається поділ кафедри геодезії і сферичної астрономії на кафедру геодезії і кафедру вищої геодезії та астрономії. С 28 грудня 1894 року кафедру вищої геодезії і астрономії очолює Вацлав Ласка.

## Львівська обсерваторія в першій половині ХХ століття
До 1914 року Львів входив до складу Австро-Угорщини і розвиток науки та культури у місті йшов швидкими темпами. Фотографічні дані підтверджують роботу обсерваторії аж до 1913 року. На початку Першої світової війни місто було взято російськими військами (вересень 1914) і до 14 липня 1915 року було центром Галицького генерал-губернаторства, доки місто знову не було зайняте австро-угорськими військами. Разом з розвалом Габсбурзької імперії наприкінці Першої світової війни українські політики 1 листопада 1918 року проголосили місто столицею Західно-Української народної республіки (ЗУНР). У липні 1919 року Львів був узятий під контроль польськими військами. Під час Радянсько-польської війни в 1920 місто атакували сили Червоної Армії під командуванням Олександра Єгорова. Але місто витримало всі атаки і після підписання Ризької мирної угоди Львів залишився польським містом, адміністративним центром Львівського воєводства, яке займало більшу частину сучасних Підкарпатського воєводства Польщі та Львівської області. Місто швидко повернуло собі позиції одного з найважливіших центрів науки і культури Польщі.
1 вересня 1939 року війська нацистської Німеччини вторглися до Польщі. Відповідно до пактом Ріббентропа-Молотова, 22 вересня радянські війська зайняли Львів. 30 червня 1941 року, через тиждень після початку Німецько-радянської війни, німецькими військами був захоплений Львів. Незабаром були проведені масові вбивства представників польської інтелігенції Львова (близько 45 польських вчених і викладачів, в основному Львівського університету, членів їх сімей та гостей). 26 липня 1944 року Львів був звільнений він німецько-фашистських загарбників силами Радянської Армії. Завдяки тому, що основна битва за Львів розгорнулася в південних передмістях, основна маса історичних пам'яток, церков і будівель не постраждала. Після війни Львів увійшов до складу Української Радянської Соціалістичної Республіки. Швидше за все, астрономічна обсерваторія після розгрому фашистів не була відновлена в колишньому вигляді.

## Сучасний стан обсерваторії
На місці обсерваторії (дах головного корпусу «Львівської політехніки») зараз встановлена GPS-станція з назвою пункту «SULP». Кафедра Вищої геодезії та астрономії Національного університету «Львівська політехніка» є колективним членом Української астрономічної асоціації (Українська астрономічна асоціація). Так само відомо про існування «астрономо-геодезичної обсерваторії в Шацьку» , що належить Національному університету «Львівська політехніка».

## Спостережні дані в Центрі малих планет[4]
```
   CJ00O010 M1900 07 27.95066 02 53 07.02 +23 29 09.9 7.5 TpAN153068 
   CJ00O010 M1900 07 29.94285 02 55 37.47 +29 33 41.8 pAN153068 
```

Ці дані, мабуть, і стали причиною внесення обсерваторії Львівської політехніки в список кодів обсерваторій Центру малих планет під позначенням « 068: Lvov Polytechnic Institute, Ukraine ».

## Інструменти обсерваторії
- Астрономічний універсальний інструмент фірми "Т. Ertel & Sohn "(Мюнхен, Баварія)[5]
- маятниковий годинник Шорт (2 штуки)
- Декілька хронометрів
- Хронограф
- Декілька менших приладів
- До початку XX століття були нові придбання
- Рефрактор ( судячи по фотографії обсерваторії )

## Основні напрями досліджень
- Атмосферні впливи на астрономо-геодезичні виміри (облік рефракції) та GPS-навігація.

## Адреса
- Головний корпус Національного університету «Львівська політехніка» — вул. Степана Бандери, б.12, м. Львів, Україна, 79013